# Población de México en la Conquista

Mesoamérica

Regiones de Mesoamérica, Aridoamérica y Oasisamérica

Mapa del Virreinato de la Nueva España

En 1521, Cuauhtémoc, gobernante de los mexicas, fortificó su ciudad preparándose para un posible ataque de parte de los españoles. Hernán Cortés tenía un ejército conformado por españoles, tlaxcaltecas y otros pueblos tributarios. Este ejército sitió México-Tenochtitlan por agua y por tierra. La resistencia de los mexicas duró tres meses. En julio de 1521 Tenochtitlan fue ocupado por los españoles.

## Territorio
La zona que comprende el actual territorio mexicano se divide para su estudio en tres áreas culturales: Mesoamérica: mitad meridional de México; Aridoamérica: Noroeste de México y Península de Baja California; y Oasisamérica: noroeste.
El territorio que ocuparon las culturas de Aridoamérica, como su nombre lo indica, es árido. El área comprende montañas, mesetas, estepas, desiertos y costas. Estaba habitado por grupos de cazadores recolectores. El clima del territorio que habitaron las culturas de Oasisamérica es seco. En la actualidad abarca parte de México y de EE.UU. Algunos grupos nativos adoptaron la agricultura y todos se apoyaron en la caza y recolección.
El área geográfica de las culturas de Mesoamérica comprende una región tropical con climas fríos, templados y subcálidos. Varios pueblos prehispánicos de la zona estaban dominados por la Triple Alianza entre México-Tenochtitlan,  Texcoco y Tacuba. Cada señorío dominado tenía su autoridad política local y estaban obligados a pagar tributo en especie y a realizar trabajos forzosos. Mesoamérica también contaba con señoríos independientes como los de Tlaxcala, Michoacán, Tototepec y Yopitzingo.
A partir de 1521, los españoles iniciaron un largo proceso de ocupación territorial. Esta ocupación conjugó los intereses de la Corona, los de los particulares y los de la Iglesia. En Aridoamérica los grupos nativos se mantuvieron en guerra durante los dos siglos del reinado de la  Habsburgo.
En 1555, Zacatecas, junto con toda la zona centro y sur del actual territorio de México, había sido conquistado por los españoles. Las actividades mineras, ganaderas y misioneras impulsaron la conquista del norte del territorio actualmente mexicano. En 1620, la actual República Mexicana estaba ocupada por los españoles excepto por los estados de: Baja California Sur, Sonora, Chihuahua, Coahuila, Nuevo León, Tamaulipas y la zona noroeste de Durango. A partir de finales del siglo XVII Eusebio Francisco Kino S.J. exploró Baja California (1682-1685)  y fundó Misiones en Sinaloa, Sonora y la Pimería Alta (Arizona) (1687-1710). En 1565 Francisco de Urdiñola  inició el proceso de exploración y colonización de las tierras del Noreste: Mazapil, en Zacatecas, el Sur de la actual Coahuila, acumulando una inmensa cantidad de territorio, labor que luego prosiguió el Marqués de Aguayo, quien compró el título al Rey en 1682, y que estuvo casado con una de las bisnietas de Urdiñola, que extendió el Marquesado a los 70 mil kilómetros cuadrados, a partir de allí se creó la Provincia de San Francisco de Coagüila y ante la presencia de franceses en el Territorio  de Texas se comenzó su colonización, esto último a partir del año de 1716, creándose algunas villas como San Antonio y San Fernando de Béxar (sic), Espíritu Santo y once misiones franciscanas, posteriormente los españoles invadieron los territorios del Este de Tejas (sic), el de Nuevo México (de hecho su colonización comenzó por el año de 1575), Arizona, Colorado, Nevada, Alta California, donde descubrieron minas de plata, esto entre los años de 1630 y 1810, por lo mismo los frailes franciscanos y  los miembros de la jesuitas establecieron misiones en esos territorios, incluyendo a la Provincia de Coagüila (sic). 
Estas misiones subsistieron hasta la década de los 1840's, todavía siendo subsidiadas por el Gobierno Nacional de México, y desaparecieron al apoderarse los norteamericanos de esos territorios... 
De hecho los españoles intentaron colonizar por las décadas de los 1750's-1770's la región del actual San Louis, Misuri, explorando todo ese territorio, pero por carecer de los recursos necesarios desistieron de su intento, en este sentido los españoles, criollos, mestizos e indígenas que conformaron las expediciones de exploración fundaron la Villa de San Luis Rey, y establecieron relaciones comerciales con ingleses (de Canadá), franceses (de la Luisiana) así como con habitantes de algunas de las Trece Colonias inglesas, de ellos se tiene conocimiento sobre que llegaron hasta el Territorio de Tejas, por vía terrestre y por vía marítima a las costas de Tejas (sic)... de ello existe documentación en el Archivo Histórico de la Universidad de Arizona, referencia Historia de la invasión y conquista de Coahuila y los territorios del Norte de la Nueva España, Rosales Olivares, Guillermo, investigación en proceso, febrero 2023.
Respecto al proceso de expansión y colonización se debe decir que una vez asegurado el control de los diversos territorios, que los caminos más seguros serían los que iban a los reales mineros, de San Luis Potosí, Zacatecas, Durango, Chihuahua, Arizona, Colorado y Alta California, dichas rutas se debían recorrer con escolta de soldados por el gran índice de asaltos de los grupos llamados genéricamente como  chichimecas, los que en realidad se agrupaban en una gran cantidad de "naciones" las que tenían lenguas, costumbres y modos de vivir diferentes, y cuyos miembros llegaron a ser capturados y esclavizados junto con sus familias para venderlos en los reales mineros o bien terminaron siendo enviados en calidad de esclavos a la región de Campeche-Yucatán, a Cuba-Puerto Rico y hasta las Islas Filipinas. Esto formó parte de la invasión y colonización de los territorios ubicados al Norte de la Nueva España.
Por otro lado se debe comentar que el recorrido para llegar a  Santa Bárbara, o bien a Tejas, a Arizona, a Colorado, a el Nuevo México y a la actual Nevada, desde la Ciudad de México, requería de un esfuerzo continuo a lo largo de entre 3 y 4 meses, se debe recordar que se viajaba a pie, a caballo o a lomo de mula, mientras que el uso de carros tirados por mulas o bueyes era el menos utilizado debido a las pésimas condiciones de los caminos. 
Aunque los caminos que conducían a las zonas mineras de Zacatecas, Durango, San Luis Potosí, Arizona, Alta California, recibían cierto mantenimiento, esto no garantizaba que se hiciesen viaes cómodos, pero su arreglo se debía a que los carros que llevaban metales a la  Casa de Moneda debían de moverse con cierta facilidad, pero en lo que concierne al resto de caminos se puede decir que en las épocas de lluvias se formaban terribles lodazales, o bien los torrentes crecidos de ríos y arroyos impedían el tránsito de los carros, carretas o carromatos, no así al de las mulas, organizadas en recuas de hasta 100 animales, pero con la desventaja de que estos animales no podían cargar más de 10 arrobas de mercancías (unos 100 kilogramos) y se debían de cargar y descargar diariamente, esto por un lado, y por otro a que estos animales los llegaban a robar los indígenas, al igual que a los caballos, usados como monturas y para alimentarse de su carne, pero con todo ese proceso de expansión se mantuvo durante todo el Período Colonial.
Cabe señalarse que los españoles también exploraron toda la costa del Océano Pacífico desde California hasta Alaska y llegaron a establecer algunos pequeños grupos de colonizadores, esto a  finales del siglo 17 y lo largo del siglo 18, llegando a comerciar con colonos rusos que se asentaron en esas regiones, pero también debido a la falta de recursos tanto humanos como económicos, los puestos de colonización españoles desaparecieron, quedándose en esas regiones los rusos.

## Población
Se ha estimado que para el año de 1524, había alrededor de 12,000,000;  y que para la década de los 1540's había unos 2,500,000 indígenas ; y ya para el año de 1650,  apenas unos 1,200,000. La población de origen europeo para el año de 1570 era de alrededor de 63,000 personas.  
En 1650 los europeos y sus descendientes se habían duplicado a apenas 120,000 personas, mientras que para el año de 1750 el grupo étnico anterior se había incrementado a unas 600,000 personas. Las causas de este aumento se debió a que los españoles tenían mayor resistencia a las enfermedades de origen europeo, mientras que entre los indígenas las enfermedades generaron grandes epidemias, y a que sus condiciones de trabajo era menos duras, comparada con las que sufrían los indígenas, y a que la alimentación de los españoles era mucho mejor que la que tenían los indígenas y a que sus lugares de residencia eran mejores en comparación a la de los indígenas.
Mientras que si se considera que los habitantes de la Nueva España habrían evolucionado poblacionalmente para el año 1650 a alrededor de unos  1,700,00, para el año 1742 de unos 2,477,000, en tanto que en 1783 se habrían incrementado a 3,800,000 y ya en 1810 6,122,000, y que si se considera que del 100 por ciento de estos habitantes, que un 80 por ciento correspondía a la población indígena, por lo tanto para los años citados la población indígena estimada habría sido de unos 1,540,000; de 2,319,000; y de 3,676,000 respectivamente...
Sin embargo si se analizan los el penúltimo y último censos, 1783 y 1810 se supondría que la población total de la Nueva España se habría incrementado en 2,322,00 habitantes, es decir que los novohispanos habrían tenido un crecimiento del 61 por ciento, lo cual es nada probable, dado que los datos de incremento poblacional relativos a la natalidad natural, que se mantuvieron hasta prácticamente finales del siglo 19, indican que los mexicanos tenían una tasa de entre el 2 y el 3 por ciento anual para el grupo de hispanos, criollos y mestizos, se puede aseverar en forma retrospectiva al año 1810 hubo de alguna forma una mejora alimenticia de los indígenas lo que permitió que su población se pudiese incrementar, de esto se derivó el desarrollo de mayor resistencia a las enfermedades, desde luego que esto no indica que sus condiciones de vida hubiese sido la óptimas... por lo mismo se tiene en forma innegable que el haber disminuido de 4,5 millones de indígenas en 1524 a 3.7 millones en 1810 esto representó que su población se desplomó en un 18 por ciento... 
Los efectos de esta catástrofe demográfica fueron: la destrucción de las civilizaciones prehispánicas, la crisis del modelo teocrático señorial, la imposibilidad de recuperar la economía nativa y la reorganización de la colonización española.

## Economía
La economía prehispánica en la zona de Mesoamérica se basaba en el cultivo de maíz, frijol y calabaza. Se utilizaba el bastón plantador o coa y se cultivaba en chinampas. También aprovechaban el maguey y el cacao, y existían mercados y mercaderes.
En la zona de Aridoamérica las actividades eran la caza y la recolección de frutos. En Oasisamérica algunos grupos adoptaron la agricultura e importaron tecnología, alfarería y plantas domésticas de Mesoamérica. Todos los grupos se dedicaban a la caza y recolección.
Los españoles introdujeron actividades económicas. La principal fue la explotación minera. Otras actividades fueron: el cultivo del trigo, la caña de azúcar y la ganadería. Introdujeron especies de plantas y de animales. El ganado bovino y caballar estaba reservado para los españoles y criollos y el ovino y caprino para los indígenas. En el área textil, los españoles tenían la exclusividad de la producción de las plantas tintóreas.
En el siglo XVII Nueva España cambió el sistema tributario a uno mercantil y adquirió mayor autosuficiencia y desarrollo del mercado interno. La producción de plata en Zacatecas disminuyó (1630-1660 y 1690-1700) por la carencia de azogue y por la disminución de mano de obra indígena, debida a la baja de población.

## Organización política
La organización política de los señoríos que existían en la  conquista española era jerárquica y se dividía en tres grupos: nobleza, pueblo y esclavos. En la organización mexica las funciones más importantes eran la de Tlatoani, Cihuacóatl, consejeros, jueces, grandes sacerdotes, militares de más alto rango y servidores de palacio. A este grupo de personas se les denominaba tlazopipiltin (“nobles verdaderos”)
A finales del siglo XVII el gobierno del actual territorio mexicano estaba bajo los Habsburgo. Esta organización era jerárquica en donde el rey era el depositario de los poderes civiles, militares, y eclesiásticos. El rey decidía acerca de los asuntos americanos asesorado por el  Consejo Real y Supremo de las Indias. En la Nueva España el virrey era el alter ego del rey. El patronato real subordinaba las cuestiones administrativas de la Iglesia al poder real. En varias ocasiones los cargos del virrey y arzobispo coincidieron en la misma persona. 
En el siglo XVII el regalismo de los juristas afirmó teóricamente el poder de la Corona. Solórzano Pereyra estableció que los reinos estaban incorporados a Castilla por accesión, y debían considerarse como extensión territorial del reino.

## Educación
En las culturas prehispánicas el padre era el jefe de la familia y se dedicaba a la agricultura. La madre se dedicaba a la cocina. En Tenochtitlán los hijos se consideraban como una dádiva de los dioses para dar continuidad al linaje. Las mujeres educaban a las hijas y los varones instruían a los hijos. En la cultura maya, la célula básica de la sociedad era la familia, donde se instruía a los más jóvenes en el vínculo con lo sagrado. Se incluían conocimientos como los colores, plantas, animales o números.
La enseñanza a los nativos de la religión y de buenas costumbres era la condición que justificaba la concesión a la monarquía española de los territorios occidentales. Colegios como: Capilla de San José de los Naturales, colegio de Tiripetío y Colegio de Santa Cruz de Tlatelolco eran lugares donde se educaban a los indios, y los mestizos podían asistir al colegio de San Juan de Letrán. La Universidad se creó para responder a las necesidades de los españoles nacidos en México.
En el siglo XVII la Universidad contaba con facultades de teología, cánones, leyes, medicina, artes gramática, retórica y lenguas indígenas. Sólo tenían acceso a la Universidad los indios venidos de colegios, los mestizos del colegio de San Juan de Letrán, españoles y criollos.